# Vila Richarda Inderky
Vila Richarda Inderky je neoklasicistní rodinný dům vybudovaný pro jihlavského lékárníka Richarda Inderku.

## Historie
Parcela, na které je dům umístěn, se nacházela v oblasti jihlavského městského opevnění a byla po jeho zrušení kolem roku 1760 postupně zastavována. Stávající parcela se zahradou byla vydělena z většího parcelního celku v roce 1924. Dům samotný vznikal podle architektonického návrhu jihlavského stavitele Emanuela Langa v letech 1925–26. V roce 1932 dům koupil od původního majitele Richarda Inderky jihlavský továrník Hans Seidner, jeho rodina nicméně musela kvůli svému židovskému původu dům brzy opustit a plány na jeho stavební úpravu nebyly zcela dokončeny. Po roce 1948 v objektu fungoval kojenecký ústav, od 90. let 20. století pak Česká správa sociálního zabezpečení. Od roku 2023 je stavba včetně zahrady chráněna jako kulturní památka.

## Architektura
Čtyřpodlažní stavba na obdélníkovém půdorysu je umístěna v nároží zahrady. Spodní podlaží je při pohledu z ulice polosuterénem, ve směru do zahrady je plnohodnotné. Přízemí je na zahradní straně zdůrazněno širokou terasou. Patro je částečně zakryto přesahem střechy z režné bobrovky a světlo v něm do interiéru proniká pomocí vikýřů. Také podkroví je přisvětleno vikýři. Hlavní vstup do domu je umístěn v severním průčelí a je zvýrazněn středovým rizalitem. K západní stěně pak je připojen segmentový arkýř. Omítka je hladká, plastické dekorace se omezují na nenápadné reliéfy kolem oken, podstřešní římsu a nárožní pilastry. Okna domu jsou špaletová, dělená na menší tabulky.
Centrálním prostorem domu je hala za vstupním dveřmi, z níž vede trojramenné dřevěné schodiště. V přízemí domu byl salon, pánský pokoj, kuchyně, spižírna, toaleta a pokoj pro služebnou, v patře pak ložnice dětí i rodičů, koupelna a pokoj pro hosty. Ve sklepě byly umístěny technické místnosti: žehlírna, kotelna a další pokoj s kuchyní. Přístupná byla také půda. Většina oken a dveří domu je původních, tedy z 20. let 20. století. Původní jsou také jejich kličky a kování. Dochovaly se i další uměleckořemeslné prvky, jako mříže, táflování či vitráže.
Během stavby byly uplatněny dvě inovativní technologie. První z nich je lamelová konstrukce krovu, která vytváří netypický tvar střechy, napodobující trup lodi. Konstrukci dodala vídeňská společnost Oikos a jednalo se o krov typu Zollbau vyvinutý Fritzem Zollingerem. Druhou technologií bylo zdění systémem Eckert. Jednalo se o duté zdivo, jehož izolační vlastnosti odpovídaly zadání projektu i při zúžení tloušťky zdí o 7 centimentrů. Kromě úspory materiálu se tím stavba také zrychlila.